# Westdeutsche Zeitung

Logo der Zeitung

Die Westdeutsche Zeitung (WZ) ist eine regionale Abonnement-Zeitung in Nordrhein-Westfalen mit dem Leitsatz „unabhängig, kritisch, überparteilich“. Die Tageszeitung hat heute ihren Hauptsitz in Wuppertal und eine Redaktion in Krefeld.
Die verkaufte Auflage der WZ beträgt 37.586 Exemplare und verteilt sich auf drei regionale Hauptausgaben. Ihr Verbreitungsgebiet liegt im Herzen Nordrhein-Westfalens, von Wuppertal über Düsseldorf, Mönchengladbach und Krefeld bis zur niederländischen Grenze. Hauptaugenmerk liegt auf der lokalen und regionalen Berichterstattung. Der überregionale Mantelteil entsteht aus eigenen WZ-Inhalten, Seiten der Westfälischen Nachrichten aus Münster und Inhalten aus dem Redaktionsnetzwerk Deutschland und wird auch an das Solinger Tageblatt und den Remscheider General-Anzeiger geliefert. Außerdem kooperiert die WZ eng mit der Rheinischen Post, etwa für lokale Inhalte, den Druck und die Auslieferung sowie durch eine gegenseitige Beteiligung.

## Auflage
In den vergangenen Jahren hat die Westdeutsche Zeitung erheblich an Auflage einbüßen müssen. Die verkaufte Auflage ist in den vergangenen 10 Jahren um durchschnittlich 8,2 % pro Jahr gesunken. Im vergangenen Jahr hat sie um 8,6 % abgenommen. Sie beträgt gegenwärtig 37.586 Exemplare. Der Anteil der Abonnements an der verkauften Auflage liegt bei 88,6 Prozent. Die Reichweite beträgt 302.000 Leser pro Ausgabe (lt. Media-Analyse 2017).
Die WZ besitzt in Wuppertal eine Alleinstellungsposition mit einer verkauften Auflage von 20.303 Exemplaren. In Krefeld ist sie mit 12.300 Exemplaren verkaufter Auflage die größte Abonnement-Zeitung, in Düsseldorf (4983 Exemplare) die zweitgrößte Abozeitung.

## Geschichte

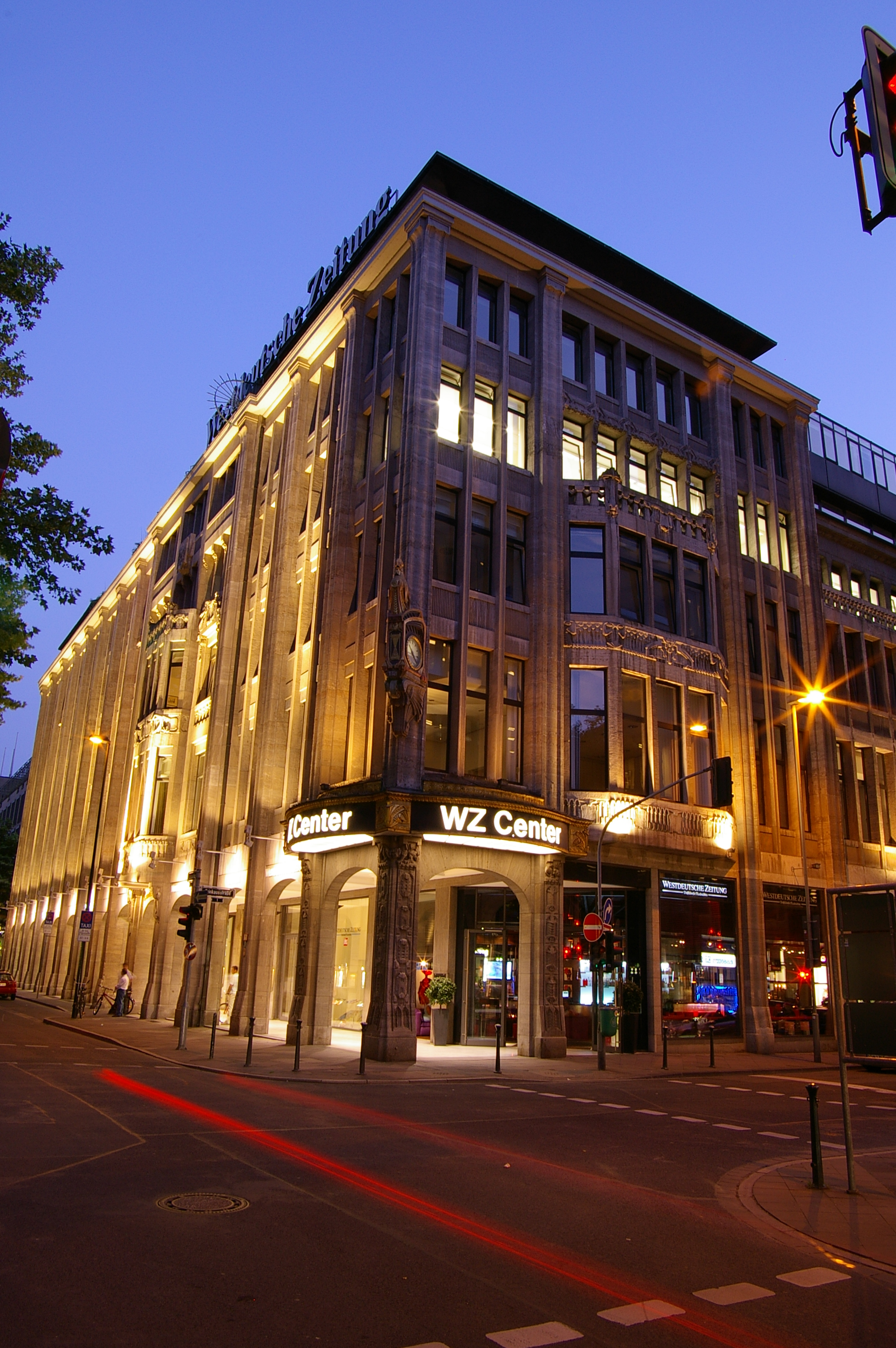
Ehemaliges Verlagsgebäude an der Düsseldorfer Königsallee 27–31

### Vorgänger
Am 1. Mai 1876 erschien in Düsseldorf die erste Ausgabe des General-Anzeiger für Düsseldorf und Umgegend, zunächst als kostenloses reines Anzeigenblatt. Erst später bauten die Verleger Jockwer und Löwe eine eigene Berichterstattung auf und führten Bezugspreise ein. Die Auflage stieg schnell, von 10.000 Exemplaren im Jahr 1888 auf 40.000 Exemplare zur Jahrhundertwende. 1889 übernahm der Verlag das Gebäude der Düsseldorfer Zeitung.
1887 gab Kommerzienrat Wilhelm Girardet die erste Ausgabe des General-Anzeigers für Elberfeld-Barmen heraus. 1903 übernahm er mit seinem Sohn Paul den General-Anzeiger für Düsseldorf und Umgegend. Paul baute die Zeitung weiter aus, vor allem den Wirtschaftsteil. Von 1905 bis 1909 wurde in Düsseldorf das Girardet-Verlagshaus auf einem Eckgrundstück an der Königsallee (heute Königsallee 27–31) nach Entwürfen von Hermann vom Endt erbaut. Politisch blieb die Zeitung, die ab 1918 unter dem neuen Titel Düsseldorfer Nachrichten erschien, eher neutral bis nationalistisch.
Von 1934 an erschienen in Krefeld ein General-Anzeiger, der erstmals 1876 von Edmund Busch-du Fallois herausgegeben wurde, und die Crefelder Zeitung (mindestens seit 1855) sowie einige weitere lokale Zeitungen (die Niederrheinisches Echo, die Viersener Zeitung, die Linksrheinische Rundschau und Die Wacht) des Verlags C. Busch-du Fallois Söhne unter dem gemeinsamen Titel Westdeutsche Zeitung.
1936 musste der Girardet-Konzern zerschlagen werden. So übernahm Hellmut Girardet, der zweite Sohn von Wilhelm Girardet, den General-Anzeiger der Stadt Wuppertal von Paul Girardet, der dafür die Düsseldorfer Nachrichten behalten konnte.
Mit dem Ende des Zweiten Weltkrieges stellten die Zeitungen ihr Erscheinen ein.

### In der Nachkriegszeit
Seit 1947 verhandelte Wilhelm Elfes mit der britischen Militärverwaltung über die Herausgabe einer überparteilichen Tageszeitung. Im Juli 1948 konnte er mit dem Journalisten Heinrich Hermes den „Westdeutschen Zeitungsverlag“ gründen und die Westdeutsche Zeitung herausbringen. Als Lizenzzeitung kooperierte die WZ stark mit mehreren Altverlegern im nördlichen Rheinland: Sie wurde nicht nur bei ihnen gedruckt und vertrieben, sondern auch von deren Redaktionen geschrieben. Die Altverlage traten als „General-Agenturen“ auf und umgingen so das Betätigungsverbot. Die Lokalausgaben betonten teilweise, dass es sich um neu lizenzierte Zeitungen handele, während sie andererseits bewusst an Vorkriegstraditionen anknüpften.

Am 27. September 1949 erwarb der Altverleger Paul Girardet eine Minderheitsbeteiligung am Verlag der WZ, die Düsseldorfer Ausgabe erschien seitdem wieder als Düsseldorfer Nachrichten. Als im Oktober 1949 die Pressefreiheit wiederhergestellt wurde, gab die WZ alle Lokalausgaben, außer denen in Krefeld und Mönchengladbach, an die Altverlage zurück. So erschienen wieder der Kölner Stadt-Anzeiger bei M. DuMont Schauberg in Köln, der Bonner General-Anzeiger bei Neusser in Bonn, der Wuppertaler General-Anzeiger bei W. Girardet in Wuppertal und das Solinger Tageblatt bei Boll in Solingen. Hermes übernahm die Chefredaktion der Düsseldorfer Nachrichten von Elfes, der sich 1950 teilweise und 1951 ganz aus dem Verlag zurückzog.

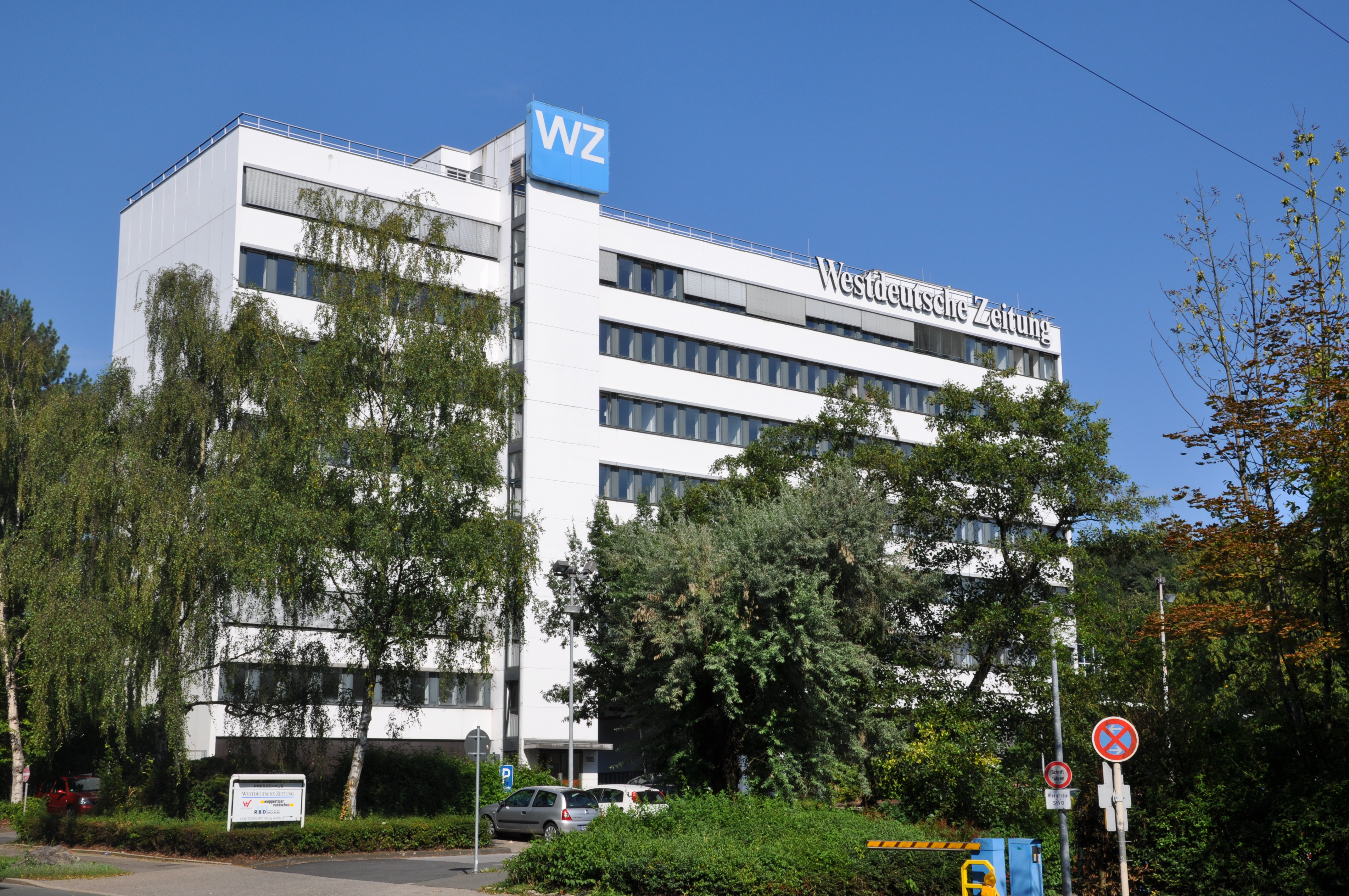
Ehemaliges Pressehaus in Wuppertal-Varresbeck 2013

Die Westdeutsche Zeitung und Düsseldorfer Nachrichten schlossen sich zusammen, die in Krefeld und Mönchengladbach erscheinende Westdeutsche Zeitung übernahm politische Mantelseiten aus Düsseldorf. Lokal- und Anzeigenseiten wurden in Krefeld erstellt und auch der Druck der Zeitung erfolgte dort. 1970 wurde der Verlag C. Busch-du Fallois Söhne vom Verlag W. Girardet übernommen, neuer Herausgeber wurde Michael Girardet. Seit 1973 erscheinen alle drei Zeitungen des Verlages unter dem gemeinsamen Obertitel Westdeutsche Zeitung. Während die für den Mantel zuständige Chefredaktion ihren Sitz im Girardethaus an der Königsallee in Düsseldorf hatte, saß die Verwaltung im 1963 errichteten Pressehaus in Wuppertal-Varresbeck, in dem sich auch die Rotationsdruckerei für die Gesamtausgabe und die Wuppertaler Lokalredaktion befand.
Ende 2009 arbeiteten rund 300 Journalisten für die Westdeutsche Zeitung, Ende 2012 sollten es nur noch knapp 200 sein. Innerhalb von zehn Jahren war die Auflage um über 36 Prozent gesunken. Ende März 2014 wurde bekannt, dass die Anzahl der Redakteure nochmals auf 50 reduziert werden sollte. Die Inhalte für die bislang von der WZ erstellten Lokalausgaben für den Kreis Mettmann, den Niederrhein und Neuss werden seitdem von der Rheinischen Post bezogen.
Im Jahr 2017 wurde das Pressehaus in Wuppertal-Varresbeck aufgegeben. Der Druck wurde zur Rheinisch-Bergischen Druckerei in Düsseldorf-Heerdt verlagert, in dem auch die Rheinische Post produziert wird. Redaktion und Verwaltung bezogen eine Etage in einem neuen Bürogebäude an der Ohligsmühle in der Innenstadt von Wuppertal-Elberfeld. Im Januar 2020 wurde bekannt, dass der Mantelteil ab April eingekauft und auch die Düsseldorfer Redaktion geschlossen werden sollte. Die Schließung wurde im August 2020 umgesetzt, seitdem bezieht die WZ die Lokalmeldungen für Düsseldorf ebenfalls von der Rheinischen Post. Im November 2021 schloss sich die Zeitung dem RedaktionsNetzwerk Deutschland an, von dem sie seitdem insbesondere Politik- und Wirtschaftsinhalte aus dem Hauptstadtbüro des Netzwerks bezieht.
Ab 2025 wurde das eingestellte Anzeigenblatt Cronenberger Anzeiger in der WZ weitergeführt.

## Eigentümer und Beteiligungen
Der Westdeutsche Zeitung GmbH & Co. KG ist der Zeitungsverlag der Girardet Verlag KG, einer aus dem traditionsreichen Verlag W. Girardet Düsseldorf hervorgegangenen Familienholding. Diese ist heute mit 6,7 % an der Rheinische Post Mediengruppe direkt beteiligt, wird aber auch zu 12,2 % von ihr gehalten. Obwohl beide Zeitungen im Bereich Düsseldorf Konkurrenten sind, kooperieren sie: Die Rheinische Post druckt die Westdeutsche Zeitung in der eigenen Rheinisch-Bergischen Druckerei, außerdem organisiert die Rheinische Post die Verteilung und beide Zeitungen geben gemeinsame Anzeigenblätter heraus (Panorama Anzeigenblatt GmbH).
Außerdem hält die Westdeutsche Zeitung GmbH & Co. KG Anteile an der Programmzeitschrift Prisma, diversen Hörfunksendern im Verbreitungsgebiet wie Welle Niederrhein und 20 % der Remscheider Medienhaus GmbH & Co. KG, der Verlagsgesellschaft des Remscheider General-Anzeigers.  Zusammen mit dem Solinger Tageblatt und dem Remscheider General-Anzeiger wird ein gemeinsamer Anzeigenteil unter Westdeutsche Zeitung plus angeboten. Zudem ist die WZ Partner und Mitglied der nationalen Vermarktungsallianz Score Media Group sowie der dpa.

## Redaktion

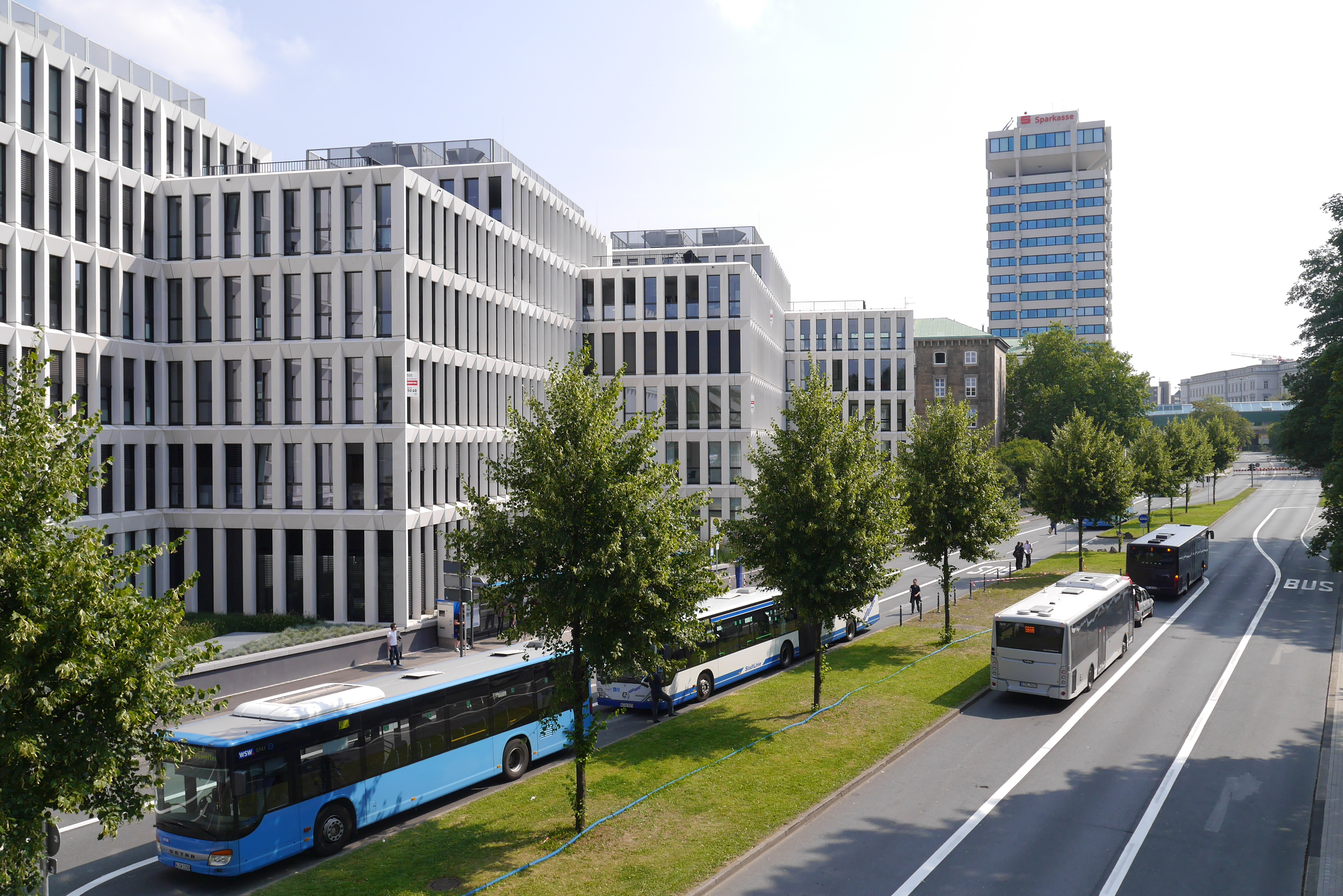
Redaktionssitz an der Ohligsmühle in Wuppertal seit 2017

Mit der Vereinigung der beiden Zeitungen Düsseldorfer Nachrichten/Westdeutsche Zeitung und General-Anzeiger/Westdeutsche Rundschau schuf der Verlag 1971 eine Zentralredaktion in Düsseldorf, zehn Mitarbeitende aus der Mantelredaktion des General-Anzeigers wechselten nach Düsseldorf. Die bisherigen Chefredakteure Hermann Eich (Düsseldorf) und Walter Seidlitz (Wuppertal) arbeiteten zunächst nebeneinander, auch andere Posten in der Redaktion waren doppelt besetzt. Zusätzlich gab es eine Sonderredaktion, die den Mantel für unabhängige Zeitungen anpassten, die ihn vorher vom General-Anzeiger bezogen hatten.
Eich ging im März 1980 in den Ruhestand. Ihm folgten als Chefredakteure (ohne kommissarische Leitung)
- 1980–1995: Paulheinz Grupe[26]
- 1995–2002: Michael Hartmann[27]
- 2002–2010: Friedrich Roeingh[28][29][30]
- 2010–2014: Martin Vogler[30]
- 2014–2019: Ulli Tückmantel[31]
- seit 2019: Lothar Leuschen und Anette Ludwig[32] (später ausgeschieden)

Michael Hartmann wurde abgelöst, nachdem es Ermittlungen gegen ihn im GWG-Skandal gab. Zwei Jahre später wurde das Verfahren gegen Geldbuße eingestellt, laut Staatsanwaltschaft soll sich Hartmann in den 1990er Jahren bei der GWG für den Kauf des Bremme-Geländes eingesetzt und dafür von seinem Auftraggeber 23.000 Euro erhalten haben, außerdem soll er der GWG versprochen haben, den Kauf mit positiven Berichten in der Westdeutschen Zeitung zu begleiten. Hartmann selbst wies die Vorwürfe stets zurück.

## Online und Digital
Seit 1999 veröffentlicht die Westdeutsche Zeitung Nachrichten im Internet. Neben dem Online-Portal wz.de existiert unter dem Schlagwort wznewsline auch ein Verbreitungskanal z. B. für Nutzer der Dienste Facebook und Twitter. Die digitale Berichterstattung umfasst lokale, regionale und überregionale Themen. Seit 1. Mai 2015 nutzt die Westdeutsche Zeitung das Paid-Content-System des Dienstleisters PaidTime. Seither müssen die Leser nach fünf Minuten am Tag für die darüber hinausgehende Nutzung bezahlen.
Mit dem WZ-E-Paper, der elektronischen Ausgabe der gedruckten Tageszeitung, ist die Westdeutsche Zeitung seit 2012 in den App-Stores von Apple und Google vertreten. Zusammen mit dem Web E-Paper erzielen die Apps für Smartphones und Tablets eine verkaufte Auflage von 3.613 Stück.

## Wurzel
Wurzel, ein Comic Strip über einen Hund der Rasse Basset, ist seit 1975 Teil der Westdeutschen Zeitung. Er ist in allen sechs Ausgaben in der Woche präsent.